# Altica opacifrons
Altica opacifrons är en skalbaggsart som först beskrevs av Lindberg 1938.  Altica opacifrons ingår i släktet Altica, och familjen bladbaggar. Arten är reproducerande i Sverige.